# Фаччолати, Якопо

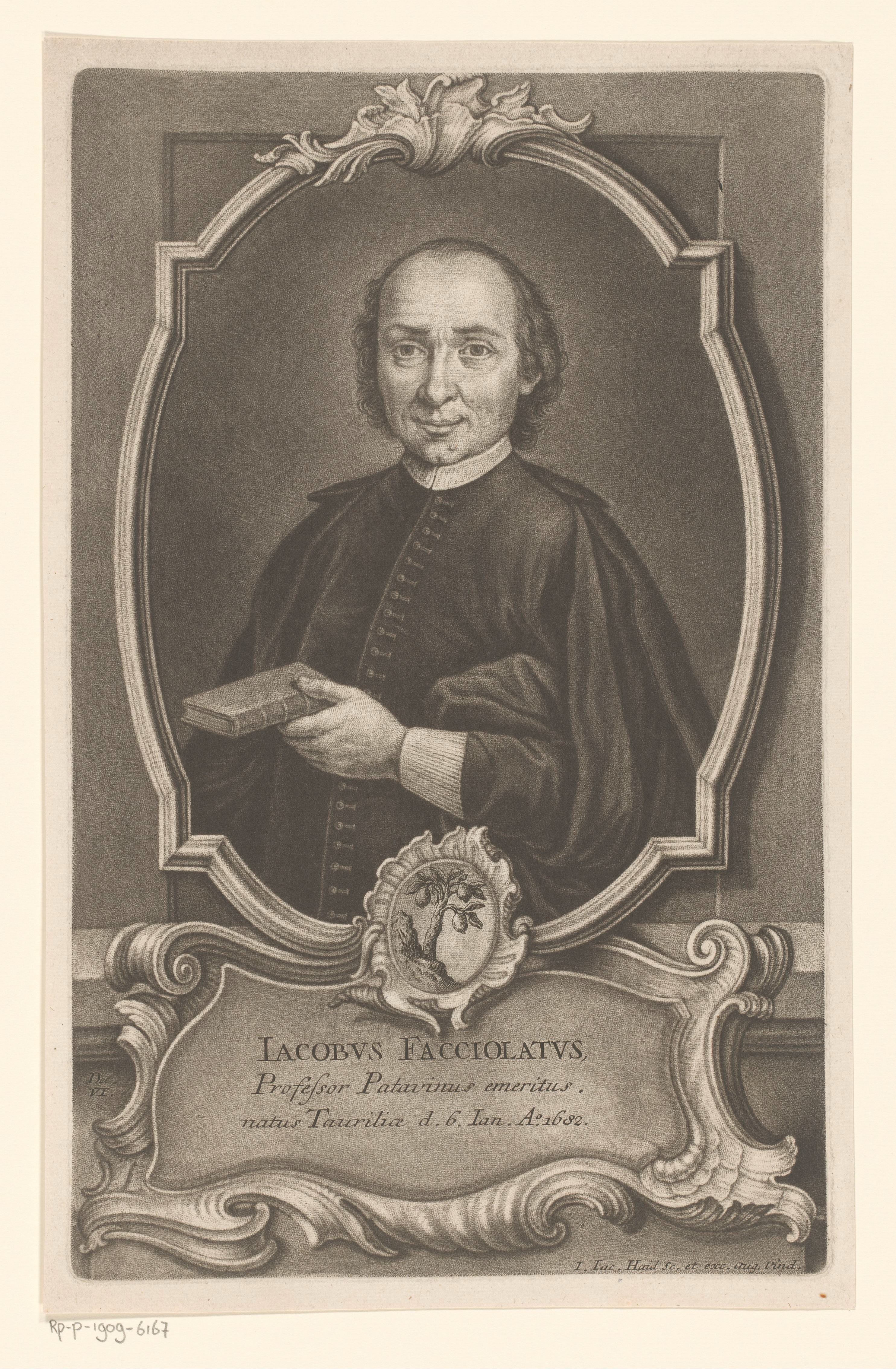
Якопо Фаччолати

Я́копо Фаччола́ти (итал. Jacopo Facciolati; 4 января 1682, Торрелья близ Падуи, Италия —26 августа 1769, Падуя) — итальянский лексикограф и филолог. Педагог.

## Биография
Окончил духовную семинарию в Падуе, позже стал профессором логики и регентом одной из школ при университете этого города, работал в этой должности в течение сорока пяти лет.
В 1719 он издал «Lexicon Septem Linguarum» и Латинский словарь на семи языках, под названием «Calepinus» (1715—1719), по имени августинского монаха Амброзио Калепино, автора словарей латинского, итальянского и других языков (1502).
В работе ему помогал его ученик Э. Форчеллини. Их труд над составлением «Calepinus» убедил их в необходимости принципиально нового подхода к подготовке словаря Латинской лексики.
Отбросив в сторону все другие работы, они взялись за составление Totius Latinitatis Lexicon, который был издан в 4-х томах в Падуе в 1771 году.
Totius Latinitatis Lexicon стал наиболее полным словарем лексики латинского языка, который когда-либо был издан. В течение сорока лет, под руководством Фаччолати, Э. Форчеллини трудился, изучив огромное количество литературы на латыни, а также почти все известные латинские надписи, в том числе на монетах и медальонах.
Их Латинский лексикон («Totius Latinitatis Lexicon»), был опубликован уже после смерти обоих редакторов.
Эта монументальная работа, легла в основу всех последующих работ в этой области, дает каждому латинскому слову его итальянский и греческий аналог, содержит обильные цитаты, иллюстрирующие различные значения слов.
Позже Фаччолати также опубликовал новую редакцию «Thesaurus Ciceronianus» Низолия (Nizolius).
Оставил ряд писем, замечательных по их элегантной латыни, которые впоследствии были опубликованы.
Фаччолати был известен по всей Европе как один из самых просвещенных и ревностных педагогов своего времени. Среди многих лестных приглашений, которые он получил, но всегда отказывался, был от короля Португалии с предложением занять пост директора Школы для молодых дворян в Лиссабоне.
Умер в Падуе в 1769 году.

### Избранная библиография
- Orationes latinae;
- Logicae disciplinae rudimenta;
- Ortografia moderna italiana (1721);
- Exercitationes ;
- Annotationes criticae ;
- Scholia in libros Ciceronis de officiis ;
- Epistolae latinae;
- Commentariolum de vita, interitu, etc. linguae latinae;
- Viatica theologica adversus dissidia;
- Il cortese cittadino istrutto nella scienza civile (1740);
- Acroases (1726);
- Vita di Gesù e Vita dI Maria;
- Animadversiones;
- Lettere inedite;
- Vita Ciceronis litteraria;
- De gymnasio patavino syntagmata (1752);
- Calepinus septem linguarum (1752);
- Fasti Gymnasii patavini (1757).

## Публикации на русском языке
- Логики, М., 1794.